# Södra Åsbo och Bjäre domsagas valkrets
Södra Åsbo och Bjäre domsagas valkrets (fram till 1877 Södra Åsbo och Bjäre häraders valkrets) var under tvåkammarriksdagen fram till och med valet 1908 en egen valkrets med ett mandat till Sveriges riksdags andra kammare. Valkretsen, som bestod av Södra Åsbo och Bjäre härader, avskaffades vid införandet av proportionellt valsystem inför valet 1911 och uppgick i Kristianstads läns nordvästra valkrets. 

## Riksdagsmän
- Ola Nilsson, lmp (1867–1872)
- Nils Hansson (1873–22/4 1874)
- Olof Andersson, lmp (1875)
- Ola Nilsson, lmp (1876–1878)
- Olof Andersson, lmp 1879–1887, nya lmp 1888–1893 (1879–1893)
- Olof Persson, gamla lmp 1894, lmp 1895–1908 (1894–1908)
- Nils Åkesson, lmp (1909–1911)

## Valresultat

### 1896
| Andrakammarvalet i Sverige 1896: Södra Åsbo och Bjäre domsagas valkrets | Andrakammarvalet i Sverige 1896: Södra Åsbo och Bjäre domsagas valkrets | Andrakammarvalet i Sverige 1896: Södra Åsbo och Bjäre domsagas valkrets | Andrakammarvalet i Sverige 1896: Södra Åsbo och Bjäre domsagas valkrets | Andrakammarvalet i Sverige 1896: Södra Åsbo och Bjäre domsagas valkrets |
| Kandidat                                                                | Kandidat                                                                | Röster                                                                  | Röster                                                                  | Röster                                                                  |
| Kandidat                                                                | Kandidat                                                                | Antal                                                                   | %                                                                       | +− %                                                                    |
| ----------------------------------------------------------------------- | ----------------------------------------------------------------------- | ----------------------------------------------------------------------- | ----------------------------------------------------------------------- | ----------------------------------------------------------------------- |
|                                                                         | Olof Persson                                                            | 427                                                                     | 66,6                                                                    |                                                                         |
|                                                                         | A. Andersson i Truedmöllan                                              | 127                                                                     | 19,8                                                                    |                                                                         |
|                                                                         | Övriga kandidater                                                       | 87                                                                      | 13,6                                                                    | —                                                                       |
| Antal giltiga röster                                                    | Antal giltiga röster                                                    | 641                                                                     |                                                                         |                                                                         |
| Kasserade röster                                                        | Kasserade röster                                                        | 4                                                                       |                                                                         |                                                                         |
| Totalt                                                                  | Totalt                                                                  | 645                                                                     |                                                                         |                                                                         |

- Valdeltagandet var 29,0%.

### 1899
| Andrakammarvalet i Sverige 1899: Södra Åsbo och Bjäre domsagas valkrets | Andrakammarvalet i Sverige 1899: Södra Åsbo och Bjäre domsagas valkrets | Andrakammarvalet i Sverige 1899: Södra Åsbo och Bjäre domsagas valkrets | Andrakammarvalet i Sverige 1899: Södra Åsbo och Bjäre domsagas valkrets | Andrakammarvalet i Sverige 1899: Södra Åsbo och Bjäre domsagas valkrets |
| Kandidat                                                                | Kandidat                                                                | Röster                                                                  | Röster                                                                  | Röster                                                                  |
| Kandidat                                                                | Kandidat                                                                | Antal                                                                   | %                                                                       | +− %                                                                    |
| ----------------------------------------------------------------------- | ----------------------------------------------------------------------- | ----------------------------------------------------------------------- | ----------------------------------------------------------------------- | ----------------------------------------------------------------------- |
|                                                                         | Olof Persson                                                            | 468                                                                     | 72,5                                                                    | ▲5,9                                                                    |
|                                                                         | L. Persson i Ottosminne                                                 | 121                                                                     | 18,7                                                                    |                                                                         |
|                                                                         | Övriga kandidater                                                       | 57                                                                      | 8,8                                                                     | —                                                                       |
| Antal giltiga röster                                                    | Antal giltiga röster                                                    | 646                                                                     |                                                                         |                                                                         |
| Kasserade röster                                                        | Kasserade röster                                                        | 6                                                                       |                                                                         |                                                                         |
| Totalt                                                                  | Totalt                                                                  | 652                                                                     |                                                                         |                                                                         |

Valet ägde rum den 23 augusti 1899. Valdeltagandet var 27,3%.

### 1902
| Andrakammarvalet i Sverige 1902: Södra Åsbo och Bjäre domsagas valkrets | Andrakammarvalet i Sverige 1902: Södra Åsbo och Bjäre domsagas valkrets | Andrakammarvalet i Sverige 1902: Södra Åsbo och Bjäre domsagas valkrets | Andrakammarvalet i Sverige 1902: Södra Åsbo och Bjäre domsagas valkrets | Andrakammarvalet i Sverige 1902: Södra Åsbo och Bjäre domsagas valkrets |
| Kandidat                                                                | Kandidat                                                                | Röster                                                                  | Röster                                                                  | Röster                                                                  |
| Kandidat                                                                | Kandidat                                                                | Antal                                                                   | %                                                                       | +− %                                                                    |
| ----------------------------------------------------------------------- | ----------------------------------------------------------------------- | ----------------------------------------------------------------------- | ----------------------------------------------------------------------- | ----------------------------------------------------------------------- |
|                                                                         | Olof Persson                                                            | 514                                                                     | 69,4                                                                    | ▼3,1                                                                    |
|                                                                         | L. Persson i Ottosminne                                                 | 196                                                                     | 26,4                                                                    | ▲7,7                                                                    |
|                                                                         | Övriga kandidater                                                       | 31                                                                      | 4,2                                                                     | —                                                                       |
| Antal giltiga röster                                                    | Antal giltiga röster                                                    | 741                                                                     |                                                                         |                                                                         |
| Kasserade röster                                                        | Kasserade röster                                                        | 7                                                                       |                                                                         |                                                                         |
| Totalt                                                                  | Totalt                                                                  | 748                                                                     |                                                                         |                                                                         |

Valet ägde rum den 10 september 1902. Valdeltagandet var 32,3%.

### 1905
| Andrakammarvalet i Sverige 1905: Södra Åsbo och Bjäre domsagas valkrets | Andrakammarvalet i Sverige 1905: Södra Åsbo och Bjäre domsagas valkrets | Andrakammarvalet i Sverige 1905: Södra Åsbo och Bjäre domsagas valkrets | Andrakammarvalet i Sverige 1905: Södra Åsbo och Bjäre domsagas valkrets | Andrakammarvalet i Sverige 1905: Södra Åsbo och Bjäre domsagas valkrets |
| Kandidat                                                                | Kandidat                                                                | Röster                                                                  | Röster                                                                  | Röster                                                                  |
| Kandidat                                                                | Kandidat                                                                | Antal                                                                   | %                                                                       | +− %                                                                    |
| ----------------------------------------------------------------------- | ----------------------------------------------------------------------- | ----------------------------------------------------------------------- | ----------------------------------------------------------------------- | ----------------------------------------------------------------------- |
|                                                                         | Olof Persson                                                            | 799                                                                     | 65,0                                                                    | ▼4,4                                                                    |
|                                                                         | L. Persson i Ottosminne                                                 | 420                                                                     | 34,1                                                                    | ▲7,7                                                                    |
|                                                                         | Övriga kandidater                                                       | 11                                                                      | 0,9                                                                     | —                                                                       |
| Antal giltiga röster                                                    | Antal giltiga röster                                                    | 1 230                                                                   |                                                                         |                                                                         |
| Kasserade röster                                                        | Kasserade röster                                                        | 4                                                                       |                                                                         |                                                                         |
| Totalt                                                                  | Totalt                                                                  | 1 234                                                                   |                                                                         |                                                                         |

Valet ägde rum den 10 september 1905. Valdeltagandet var 46,3%.

### 1908
| Andrakammarvalet i Sverige 1908: Södra Åsbo och Bjäre domsagas valkrets | Andrakammarvalet i Sverige 1908: Södra Åsbo och Bjäre domsagas valkrets | Andrakammarvalet i Sverige 1908: Södra Åsbo och Bjäre domsagas valkrets | Andrakammarvalet i Sverige 1908: Södra Åsbo och Bjäre domsagas valkrets | Andrakammarvalet i Sverige 1908: Södra Åsbo och Bjäre domsagas valkrets |
| Kandidat                                                                | Kandidat                                                                | Röster                                                                  | Röster                                                                  | Röster                                                                  |
| Kandidat                                                                | Kandidat                                                                | Antal                                                                   | %                                                                       | +− %                                                                    |
| ----------------------------------------------------------------------- | ----------------------------------------------------------------------- | ----------------------------------------------------------------------- | ----------------------------------------------------------------------- | ----------------------------------------------------------------------- |
|                                                                         | Nils Åkesson                                                            | 1 338                                                                   | 64,6                                                                    |                                                                         |
|                                                                         | Carl Zetterholm (liberal)                                               | 722                                                                     | 34,9                                                                    |                                                                         |
|                                                                         | Övriga kandidater                                                       | 10                                                                      | 0,5                                                                     | —                                                                       |
| Antal giltiga röster                                                    | Antal giltiga röster                                                    | 2 070                                                                   |                                                                         |                                                                         |
| Kasserade röster                                                        | Kasserade röster                                                        | 5                                                                       |                                                                         |                                                                         |
| Totalt                                                                  | Totalt                                                                  | 2 075                                                                   |                                                                         |                                                                         |

Valet ägde rum den 6 september 1908. Valdeltagandet var 67,6%.